# Humberto Solás
Humberto Solás Borrego (L'Avana, 14 dicembre 1941 – L'Avana, 17 settembre 2008) è stato un regista e sceneggiatore cubano.
Ha vinto il Primo Premio al Festival cinematografico internazionale di Mosca nel 1969 con Lucía e il Globo di cristallo al Festival internazionale del cinema di Karlovy Vary nel 1976 con La cantata de Chile.
Fu membro della giuria del Festival di Berlino nel 1977 e 1997.

## Filmografia
- La huida (1958)
- Casablanca (1961)
- Minerva traduce el mar (1962)
- El refrato 1963 (cortometraggio)
- El Acoso 1964 (cortometraggio)
- Manuela (1966)
- Lucía (1968)
- Un día de noviembre (1972)
- Simparelé (1974)
- La cantata de Chile (1975)
- Cecilia (1981)
- Amada (1983)
- Un hombre de éxito (1986)
- El Siglo de las luces (1991)
- Miel para Oshún (2001)
- Adela (2005)
- Barrio Cuba (2005)